# Langley (Virginia)
Langley is een plaats in de Amerikaanse staat Virginia.
De plaats is het meest bekend doordat hier het George Bush Center for Intelligence, het hoofdkantoor van de Amerikaanse inlichtingendienst CIA gevestigd is.